# Plan en blocs
En mathématiques combinatoires, un plan en blocs est un ensemble (dont les éléments sont appelés des points) muni d'une famille de parties appelées des blocs, satisfaisant des propriétés issues nombreux domaines, notamment celui des plans d'expériences, de la géométrie finie, de la chimie physique, des tests de logiciels, de la cryptographie et de la géométrie algébrique. De nombreuses variantes de ces plans ont été examinées, mais les plus étudiés sont les plans en blocs incomplets équilibrés, abrégé en BIBD pour balanced incomplete block designs, ou parfois 2-plans, qui sont historiquement liés à des problèmes statistiques dans des plans d'expériences,,. 
Un plan en blocs dans lequel tous les blocs ont la même taille est dit uniforme. Les plans décrits dans cette page sont tous uniformes. Les plans équilibrés par paires sont des exemples de plans en blocs qui ne sont pas nécessairement uniformes. 
La notion de plan en blocs est équivalente à celle d'hypergraphe, où les blocs sont alors appelés les arêtes, et les points les sommets de l'hypergraphe. 

## Définition d'un plan en blocs incomplet équilibré (ou 2-plan)

La configuration de l'hexagramme de Pascal présente points et blocs, blocs contenant un point, bloc contenant 2 points distincts, mais ce n'est pas un plan en blocs équilibré car il n'est pas uniforme (un bloc contient 6 points, les autres 3).

Étant donné un ensemble fini {\displaystyle X} (dont les éléments sont appelés points) et des entiers {\displaystyle k,r,\lambda \geqslant 1}, on définit un plan en blocs incomplet équilibré ou 2-plan (ou BIBD) comme une famille de parties à {\displaystyle k} éléments de {\displaystyle X}, appelées les blocs, telles que tout point {\displaystyle x} de {\displaystyle X} appartient à {\displaystyle r} blocs, et que toute paire de points distincts {\displaystyle x} et {\displaystyle y} de {\displaystyle X} est incluse dans {\displaystyle \lambda } blocs. 
Le terme famille dans la définition ci-dessus peut être remplacé par ensemble s'il n'y a pas de répétition de blocs. Les plans sans blocs répétés sont dits simples. 
L'entier {\displaystyle v} (le nombre de points, c'est-à-dire le nombre d'éléments de {\displaystyle X}) , l'entier {\displaystyle b} (le nombre de blocs), et les entiers {\displaystyle k,r,\lambda } sont les paramètres du plan. Pour éviter les cas dégénérés, on suppose également que {\displaystyle v>k}, de sorte qu'aucun bloc ne contient tous les éléments de l'ensemble (c'est le sens du terme incomplet dans le nom de ces plans). La table suivante résume les paramètres : 
| {\displaystyle v}        | nombre de points (éléments de {\displaystyle X})                                            |
| {\displaystyle b}        | nombre de blocs                                                                             |
| {\displaystyle r}        | nombre de blocs contenant un point donné                                                    |
| {\displaystyle k}        | nombre de points dans un bloc                                                               |
| {\displaystyle \lambda } | nombre de blocs contenant 2 (ou plus généralement t pour un t-plan) points distincts donnés |
Le plan est appelé un 2-plan de paramètres {\displaystyle (v,k,\lambda )}, ou un {\displaystyle (v,k,\lambda )} 2-plan, ou encore un 2-plan de paramètres {\displaystyle (v,b,r,k,\lambda )}. Les paramètres ne sont pas tous indépendants : {\displaystyle v}, {\displaystyle k} et {\displaystyle \lambda } déterminent {\displaystyle b} et {\displaystyle r}, et les combinaisons de {\displaystyle v}, {\displaystyle k} et {\displaystyle \lambda } ne sont pas toutes possibles. Les deux relations de base reliant ces paramètres sont 
{\displaystyle bk=vr,}
que l'on obtient en comptant de deux façons le nombre de couples {\displaystyle (B,x)} où {\displaystyle B} est un bloc et {\displaystyle x} un point de ce bloc, et 
{\displaystyle r(k-1)=(v-1)\lambda },
que l'on obtient en fixant un point {\displaystyle x} et en comptant de deux façons le nombre de couples {\displaystyle (B,y)} où {\displaystyle y} est un point distinct de {\displaystyle x} et {\displaystyle B} un bloc qui les contient. Les paramètres {\displaystyle r} et {\displaystyle b} sont donc déterminés en fonction de {\displaystyle (v,k,\lambda )} par {\displaystyle r={\frac {\lambda (v-1)}{k-1}}} puis {\displaystyle b={\frac {vr}{k}}}. 
Ces conditions ne sont pas suffisantes ; par exemple, un plan de paramètres {\displaystyle (v,k,\lambda )=(43,7,1)} n'existe pas, bien que {\displaystyle r={\frac {\lambda (v-1)}{k-1}}=7} et  {\displaystyle b={\frac {vr}{k}}=43} soient entiers.
L'ordre d'un 2-plan est par définition le nombre {\displaystyle n=r-\lambda }. Le 2-plan complémentaire est obtenu en remplaçant chaque bloc par son complémentaire dans l'ensemble des points {\displaystyle X}. C'est également un 2-plan avec les paramètres {\displaystyle v'=v}, {\displaystyle b'=b}, {\displaystyle r'=b-r}, {\displaystyle k'=v-k}, {\displaystyle \lambda '=\lambda +b-2r}. Un 2-plan et son complémentaire ont le même ordre. 
Un théorème fondamental, l'inégalité de Fisher, du nom du statisticien Ronald Fisher, est que dans tout 2-plan, on a l'inégalité {\displaystyle b\geqslant v}, donc {\displaystyle r\geqslant k}.

## Exemples

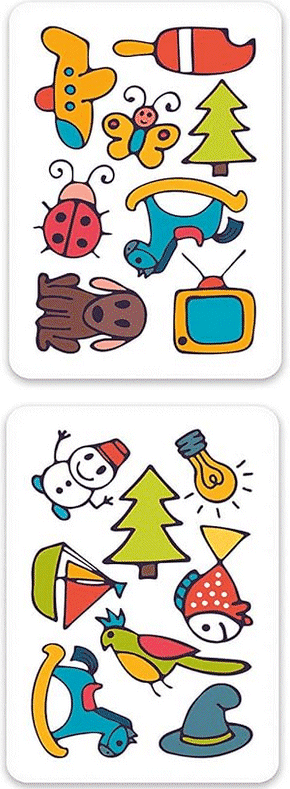
Deux des 13 cartes du jeu « cherche et trouve » dont il faut retrouver les 2 symboles communs.

- L'unique 2-plan de paramètres {\displaystyle (v,k,\lambda )=(6,3,2)} possède 10 blocs ({\displaystyle b=10}) et chaque point appartient à 5 blocs ({\displaystyle r=5})[6].

On peut le représenter par la matrice d'incidence suivante où le terme de la ligne {\displaystyle i} et de la colonne {\displaystyle j} vaut 1 ssi le point {\displaystyle x_{j}} appartient au bloc {\displaystyle b_{i}} :
| {\displaystyle \ni }   | {\displaystyle x_{1}} | {\displaystyle x_{2}} | {\displaystyle x_{3}} | {\displaystyle x_{4}} | {\displaystyle x_{5}} | {\displaystyle x_{6}} |
| ---------------------- | --------------------- | --------------------- | --------------------- | --------------------- | --------------------- | --------------------- |
| {\displaystyle b_{1}}  | 1                     | 1                     | 1                     | 0                     | 0                     | 0                     |
| {\displaystyle b_{2}}  | 1                     | 1                     | 0                     | 1                     | 0                     | 0                     |
| {\displaystyle b_{3}}  | 1                     | 0                     | 1                     | 0                     | 1                     | 0                     |
| {\displaystyle b_{4}}  | 1                     | 0                     | 0                     | 1                     | 0                     | 1                     |
| {\displaystyle b_{5}}  | 1                     | 0                     | 0                     | 0                     | 1                     | 1                     |
| {\displaystyle b_{6}}  | 0                     | 1                     | 1                     | 0                     | 0                     | 1                     |
| {\displaystyle b_{7}}  | 0                     | 1                     | 0                     | 1                     | 1                     | 0                     |
| {\displaystyle b_{8}}  | 0                     | 1                     | 0                     | 0                     | 1                     | 1                     |
| {\displaystyle b_{9}}  | 0                     | 0                     | 1                     | 1                     | 1                     | 0                     |
| {\displaystyle b_{10}} | 0                     | 0                     | 1                     | 1                     | 0                     | 1                     |
La somme des termes de chaque colonne est égale à {\displaystyle r=5}, la somme des termes de chaque ligne est égale à {\displaystyle k=3}, et le fait que {\displaystyle \lambda =2} se traduit par le fait que la somme de deux colonnes contient exactement deux termes égaux à 2.
- L'unique 2-plan de paramètres {\displaystyle (v,k,\lambda )=(7,3,1)} possède 7 blocs, chaque point appartenant à 3 blocs. Sa matrice d'incidence est :

| {\displaystyle \ni }  | {\displaystyle x_{1}} | {\displaystyle x_{2}} | {\displaystyle x_{3}} | {\displaystyle x_{4}} | {\displaystyle x_{5}} | {\displaystyle x_{6}} | {\displaystyle x_{7}} |
| --------------------- | --------------------- | --------------------- | --------------------- | --------------------- | --------------------- | --------------------- | --------------------- |
| {\displaystyle b_{1}} | 1                     | 1                     | 0                     | 1                     | 0                     | 0                     | 0                     |
| {\displaystyle b_{2}} | 1                     | 0                     | 1                     | 0                     | 0                     | 0                     | 1                     |
| {\displaystyle b_{3}} | 1                     | 0                     | 0                     | 0                     | 1                     | 1                     | 0                     |
| {\displaystyle b_{4}} | 0                     | 1                     | 1                     | 0                     | 1                     | 0                     | 0                     |
| {\displaystyle b_{5}} | 0                     | 1                     | 0                     | 0                     | 0                     | 1                     | 1                     |
| {\displaystyle b_{6}} | 0                     | 0                     | 1                     | 1                     | 0                     | 1                     | 0                     |
| {\displaystyle b_{7}} | 0                     | 0                     | 0                     | 1                     | 1                     | 0                     | 1                     |
La somme des termes de chaque colonne est égale à {\displaystyle r=3}, la somme des termes de chaque ligne est égale à {\displaystyle k=3}, et le fait que {\displaystyle \lambda =1} se traduit par le fait que la somme de deux colonnes contient exactement un terme égal à 2.
Si les points sont vus comme les points d'un plan de Fano, alors les blocs en sont les droites.

Plan affine fini d'ordre, possédant points et droites de points chacune. Par chaque point passent droites.

- Il existe quatre 2-plans non isomorphes de paramètres {\displaystyle (v,k,\lambda )=(8,4,3)}, chacun possédant 14 blocs, et chaque point appartenant à 7 blocs. En utilisant les symboles de 0 à 7 pour représenter les points, un exemple est donné par les blocs suivants[6] :

0123    0124    0156    0257    0345    0367    0467    1267    1346    1357    1457    2347    2356    2456.
- Le plan affine fini d'ordre {\displaystyle n} est un 2-plan de paramètres {\displaystyle (v,b,r,k,\lambda )=(n^{2},n^{2}+n,n+1,n,1)}[4].

## Plan en bloc dual
Comme pour la notion d'hypergraphe, on peut considérer le plan en blocs dual obtenu en échangeant les points et les blocs (donc en transposant la matrice d'incidence). Les nombres de points et de blocs {\displaystyle v,b} s'échangent, et les nombre de points par bloc et nombre de blocs par point {\displaystyle k,r} s'échangent aussi. Le nombre {\displaystyle \lambda } de blocs contenant deux points donnés devient alors le nombre constant de points communs à deux blocs.
Cette dernière propriété est à l'origine de la conception de jeux d'observation où l'on doit retrouver rapidement {\displaystyle \lambda } symboles communs dessinés sur deux cartes.
Le jeu dobble en est un exemple avec {\displaystyle \lambda =1}. S'il était complet le jeu comporterait {\displaystyle b=57} cartes utilisant {\displaystyle v=57} symboles, chaque carte comportant {\displaystyle k=8} symboles par cartes et chaque symbole se retrouvant sur {\displaystyle r=8} cartes.
Le jeu « cherche et trouve » est un exemple avec {\displaystyle \lambda =2}. Il comporte {\displaystyle b=13} cartes utilisant {\displaystyle v=26} symboles, chaque carte comportant {\displaystyle k=8} symboles, et chaque symbole se retrouvant sur {\displaystyle r=4} cartes. Il est construit sur le dual d'un 2-plan de paramètres {\displaystyle (v',b',r',k',\lambda )=(13,26,8,4,2)}, vérifiant bien {\displaystyle \lambda (v'-1)=r'(k'-1)=24}.

## Plans en blocs symétriques
Un 2-plan qui a le même nombre de points et de blocs est dit symétrique. C'est le cas de l'égalité dans l'inégalité de Fisher. Les plans symétriques ont le plus petit nombre de blocs parmi les 2-plans d'un nombre de points donné. 
Dans un 2-plan symétrique, on a les égalités {\displaystyle r=k} et {\displaystyle b=v}, et deux blocs distincts ont {\displaystyle \lambda } points en commun, il est donc son propre dual. Un théorème de Ryser dit que l'inverse est également vrai : Si {\displaystyle X} est un ensemble à {\displaystyle v} éléments et {\displaystyle B} est un ensemble de {\displaystyle v} parties à {\displaystyle k} éléments de {\displaystyle X} (les "blocs") tels que deux blocs distincts ont exactement {\displaystyle \lambda } points en commun, alors {\displaystyle (X,B)} est un plan en blocs symétrique. 
Les paramètres d'un plan symétrique satisfont à la relation : 
{\displaystyle \lambda (v-1)=k(k-1)}, soit {\displaystyle v=1+{\frac {k(k-1)}{\lambda }}}.
D'après le théorème de Bruck-Ryser-Chowla, une condition d'existence supplémentaire, nécessaire mais non suffisante sauf pour {\displaystyle k=3{\text{ ou }}4},  est que : 
- si {\displaystyle v} est pair, {\displaystyle (k-\lambda )} soit un carré parfait
- si {\displaystyle v} est impair, l'équation {\displaystyle z^{2}=(k-\lambda )x^{2}+(-1)^{\frac {v-1}{2}}\lambda y^{2}} ait une solution non nulle en nombres entiers.

Voici des exemples importants de 2-plans symétriques. 

### Plans projectifs
Les plans projectifs finis sont des 2-plans symétriques de paramètre {\displaystyle \lambda =1} et d'ordre {\displaystyle n>1}. Pour ces plans, la relation des plans symétriques devient : 
{\displaystyle v=1+k(k-1).}
Comme {\displaystyle k=r} , l'ordre d'un plan projectif est {\displaystyle n=k-1} et, à partir de la relation ci-dessus, on obtient qu'il y a {\displaystyle v=1+n(n+1)=n^{2}+n+1} points dans un plan projectif d'ordre {\displaystyle n}. 
Comme un plan projectif est un 2-plan symétrique, on a {\displaystyle b=v=n^{2}+n+1}. Le nombre {\displaystyle b} est le nombre de droites du plan projectif. Il ne peut pas y avoir de droites répétées puisque {\displaystyle \lambda =1}, donc un plan projectif est un simple 2-plan dans lequel le nombre de droites et le nombre de points sont égaux. Pour un plan projectif, {\displaystyle k=n+1} est le nombre de points de chaque droite. De même, {\displaystyle r=n+1} est le nombre de droites contenant un point donné. 
Pour {\displaystyle n=2} on obtient un plan projectif d'ordre 2, appelé aussi plan de Fano, avec {\displaystyle v=4+2+1=7} points et 7 droites. Dans le plan de Fano, chaque droite contient {\displaystyle n+1=3} points et chaque point appartient à {\displaystyle n+1=3} droites. 
On sait que des plans projectifs existent pour tous les ordres qui sont des nombres premiers ou des puissances de nombres premiers. Ils forment la seule famille infinie connue de plans en blocs symétriques ayant une valeur {\displaystyle \lambda } donnée. 
Par exemple, le jeu dobble vu ci-dessus est construit sur le plan projectif d'ordre 7. 

### Biplans
Pour les articles homonymes, voir Biplan.
Un biplan ou une géométrie biplane est un 2-plan symétrique avec {\displaystyle \lambda =2} ; ainsi chaque paire de points est incluse dans deux blocs ("droites"), et deux droites se coupent en deux points. Ces biplans sont similaires aux plans projectifs finis, sauf que deux points déterminent deux droites et deux droites déterminent deux points. Dans un biplan d'ordre {\displaystyle n} les blocs possèdent {\displaystyle k=n+2} points ; il y a donc  {\displaystyle v=1+{\frac {k(k-1)}{2}}=1+{\frac {(n+1)(n+2)}{2}}} points.

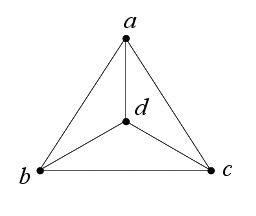
Biplan d'ordre 1 ; 4 points, 4 "droites", par deux points passent deux "droites", deux "droites" se coupent en deux points.

Les 18 exemples connus de biplans sont énumérés ci-dessous :
- Le biplan d'ordre 0 (biplan trivial) : c'est le 2-plan de paramètres {\displaystyle (v,k,\lambda )=(2,2,2)} ; il est composé de deux points, de deux droites, chacune contenant deux points. Géométriquement, c'est le digone.
- Le biplan d'ordre 1 : c'est le 2-plan de paramètres {\displaystyle (v,k,\lambda )=(4,3,2)} ; il est composé de quatre points et quatre droites chacune contenant trois points. Géométriquement, les points sont les sommets et les blocs sont les faces d'un tétraèdre.
- Le biplan d'ordre 2 est le complémentaire du plan de Fano : il a 7 points et 7 droites de taille 4 ; c'est un 2-plan de paramètres (7, 4, 2), où les droites sont les complémentaires des droites à 3 points du plan de Fano[13]. Sa matrice d'incidence est :

| {\displaystyle \ni }  | {\displaystyle x_{1}} | {\displaystyle x_{2}} | {\displaystyle x_{3}} | {\displaystyle x_{4}} | {\displaystyle x_{5}} | {\displaystyle x_{6}} | {\displaystyle x_{7}} |
| --------------------- | --------------------- | --------------------- | --------------------- | --------------------- | --------------------- | --------------------- | --------------------- |
| {\displaystyle b_{1}} | 0                     | 0                     | 0                     | 1                     | 1                     | 1                     | 1                     |
| {\displaystyle b_{2}} | 1                     | 1                     | 0                     | 0                     | 0                     | 1                     | 1                     |
| {\displaystyle b_{3}} | 0                     | 1                     | 1                     | 1                     | 0                     | 0                     | 1                     |
| {\displaystyle b_{4}} | 0                     | 1                     | 1                     | 0                     | 1                     | 1                     | 0                     |
| {\displaystyle b_{5}} | 1                     | 1                     | 0                     | 1                     | 1                     | 0                     | 0                     |
| {\displaystyle b_{6}} | 1                     | 0                     | 1                     | 1                     | 0                     | 1                     | 0                     |
| {\displaystyle b_{7}} | 1                     | 0                     | 1                     | 0                     | 1                     | 0                     | 1                     |

La somme de chaque colonne ou ligne est égale à {\displaystyle r=k=3}, et le fait que {\displaystyle \lambda =2} se traduit par le fait que la somme de deux colonnes ou de deux lignes contient exactement deux termes égaux à 2.
- Le biplan d'ordre 3 a 11 points et 11 droites de taille 5 ; c'est le 2-plan de paramètres (11, 5, 2) ; il est également connu comme  biplan de Paley du nom de Raymond Paley ; il est associé au graphe de Paley d'ordre 11, qui est construit en utilisant le corps à 11 éléments, et c'est le 2-plan de Hadamard associé à une matrice de Hadamard de taille 12 (voir paragraphe suivant).

Algébriquement cela correspond au plongement exceptionnel du groupe spécial linéaire projectif PSL(2, 5) dans le groupe PSL(2,11).
- Il existe trois biplans d'ordre 4, ayant 16 points et 16 droites de taille 6, soit des 2-plans de type (16, 6, 2). L'un est connu comme la configuration de Kummer. Ces trois plans sont également des designs de Menon.
- Il y a quatre biplans d'ordre 7, ayant 37 points et 37 droites de taille 9, soit des 2-plans de type (37, 9, 2)[14].
- Il y a cinq biplans d'ordre 9, ayant 56 points et 56 droites de taille 11, soit des 2-plans de type (56,11, 2)[15].
- On connait deux biplans d'ordre 11, ayant 79 points et 79 droites de taille 13, de type (79,13, 2))[16].

Il n'existe pas de biplan d'ordre 5, 6, 8 et 10, comme le montre le théorème de Bruck-Ryser-Chowla.

### Plan de Hadamard
Une matrice de Hadamard {\displaystyle H} d'ordre {\displaystyle m} est une matrice carrée d'ordre {\displaystyle m} de coefficients égaux à 1 ou -1 et telle que{\displaystyle H~^{\operatorname {t} }\!H=mI_{m}}, où {\displaystyle ^{\operatorname {t} }\!H} est la transposée de {\displaystyle H} et Im la matrice d'identité d'ordre {\displaystyle m}. Une matrice Hadamard peut être mise sous forme standard, c'est-à-dire convertie en une matrice Hadamard équivalente, où les coefficients de la première ligne et de la première colonne sont égaux à +1. Si l'ordre {\displaystyle m} est strictement supérieur à 2,  alors {\displaystyle m} doit être un multiple de 4, donc de la forme {\displaystyle 4a} pour un entier positif {\displaystyle a}.
Une matrice de Hadamard de dimension {\displaystyle 4a} normalisée peut être transformée en une matrice {\displaystyle M} à coefficients 0 et 1 en supprimant la première ligne et la première colonne et remplaçant les -1 par des 0. Cette matrice est la matrice d'incidence d'un 2-plan symétrique de paramètres {\displaystyle (4a-1,2a-1,a-1)}  appelé  2-plan de Hadamard. Il possède {\displaystyle 4a-1} points et autant de blocs, les blocs contiennent {\displaystyle 2a-1} points et les points appartiennent à {\displaystyle 2a-1} blocs, et chaque paire de points est incluse dans exactement {\displaystyle a-1} blocs. 
Cette construction est réversible, et la matrice d'incidence d'un 2-plan symétrique, avec ces paramètres peut être utilisée pour former une matrice de Hadamard de taille {\displaystyle 4a}.

## 2-plans résolubles
Un 2-plan résoluble est un 2-plan dont les blocs peuvent être partitionnés en sous-ensembles (appelés classes parallèles), chacun constituant une partition de l'ensemble de points du 2-plan. L'ensemble des classes parallèles est appelé une résolution du plan. 
Si un plan résoluble de type 2- ( v, k, λ) a c classes parallèles, alors b ≥ v + c − 1. 
Par conséquent, un plan symétrique ne peut pas avoir une résolution qui a plus d'une classe parallèle. 
Les archétypes de 2-plans résolubles sont les plans affines finis. Une solution au fameux problème des15 écolières est une résolution de type 2- (15,3,1). 

## Plans partiellement équilibrés
Un schéma d'association à n classes se compose d'un ensemble X de taille v et d'une partition S de X × X en n + 1 relations binaires, R 0, R 1,..., R n. Une paire d'éléments de la relation Ri est  dite i-associée. De plus on a les conditions suivantes : 
- {\displaystyle R_{0}=\{(x,x):x\in X\}} ; c'est la relation d'identité.
- On définit  demande que si R est dans S, alors R* doit être est dans S, où  {\displaystyle R^{*}:=\{(x,y)|(y,x)\in R\}};
- Si {\displaystyle (x,y)\in R_{k}}, le nombre de {\displaystyle z\in X} tel que {\displaystyle (x,z)\in R_{i}} et {\displaystyle (z,y)\in R_{j}} est une constante {\displaystyle p_{ij}^{k}} qui est fonction de i, j, k mais pas du choix particulier de x et y.

Un schéma d'association est commutatif si {\displaystyle p_{ij}^{k}=p_{ji}^{k}} pour tout i, j et k. La plupart des auteurs supposent cette propriété. 
Un plan en blocs incomplet partiellement équilibré avec n classes associées est un plan en blocs basé sur un ensemble X à v éléments avec b blocs de même taille k, chaque élément apparaissant dans r blocs, et tel qu'il existe un schéma d'association avec n classes définies sur X où, si les éléments x et y sont  i-associés, 1 ≤ i ≤ n, alors ils sont simultanément dans exactement λ i blocs. 
Un tel plan détermine un schéma d'association, mais l'inverse est faux. 

### Exemple
Soit A(3) le schéma d'association suivant avec trois classes associées sur l'ensemble X = {1,2,3,4,5,6}. Dans la table ci-dessous, l'entrée ( i, j ) est égale à s si les éléments i et j sont en relation dans Rs.
|   | 1 | 2 | 3 | 4 | 5 | 6 |
| - | - | - | - | - | - | - |
| 1 | 0 | 1 | 1 | 2 | 3 | 3 |
| 2 | 1 | 0 | 1 | 3 | 2 | 3 |
| 3 | 1 | 1 | 0 | 3 | 3 | 2 |
| 4 | 2 | 3 | 3 | 0 | 1 | 1 |
| 5 | 3 | 2 | 3 | 1 | 0 | 1 |
| 6 | 3 | 3 | 2 | 1 | 1 | 0 |
Les blocs d'un plan en blocs incomplet partiellement équilibré basé sur A(3) sont: 
| 124 | 134 | 235 | 456 |
| 125 | 136 | 236 | 456 |

Les paramètres de ce plan en blocs incomplet partiellement équilibré de 3 classes sont : v = 6, b = 8, k= 3, r= 4 et λ1 = λ2 = 2 et λ3= 1. De plus, pour le schéma d'association, on a n0 = n2 = 1 et n1 = n3 = 2. 

### Propriétés
Les paramètres d'un plan en blocs incomplet partiellement équilibré de m  classes (PBIBD ( m )) satisfont les relations suivantes : 
1. {\displaystyle vr=bk}
2. {\displaystyle \sum _{i=1}^{m}n_{i}=v-1}
3. {\displaystyle \sum _{i=1}^{m}n_{i}\lambda _{i}=r(k-1)}
4. {\displaystyle \sum _{u=0}^{m}p_{ju}^{h}=n_{j}}
5. {\displaystyle n_{i}p_{jh}^{i}=n_{j}p_{ih}^{j}}

Un plan en blocs incomplet partiellement équilibré d'une seule  classe (un PBIBD(1)) est un BIBD et un plan en blocs incomplet partiellement équilibré de 2 classes (un PBIBD(2)) dans lesquelles λ 1 = λ 2 est un BIBD.

### Deux PBIBD de classe associée
Les plans en blocs incomplet partiellement équilibrés à 2 classes  (PBIBD(2))  ont été les plus étudiés car ils sont les plus simples et les plus utiles des PBIBD. La classification de Bose et Shimamoto de 1952 les répartit en six types : 
1. groupe divisible;
2. triangulaire;
3. type carré latin;
4. cyclique;
5. type de géométrie partielle;
6. divers.

## Applications
Le sujet mathématique des plans en blocs est né dans le cadre statistique des plans d'expériences. Ces plans ont été particulièrement utiles dans les applications de la technique d'analyse de variance. Cela reste un domaine important pour l'utilisation des plans en blocs. 
Alors que les origines du sujet reposent sur des applications biologiques (tout comme certaines terminologies existantes), les plans sont utilisés dans de nombreuses applications où des comparaisons systématiques sont effectuées, comme dans les  tests de logiciels. 
La matrice d'incidence des plans en blocs fournit une source naturelle de codes en blocs intéressants qui sont utilisés comme codes correcteurs. Les lignes de leurs matrices d'incidence sont également utilisées comme symboles sous une forme de modulation en position d'impulsion.

### Application statistique
Supposons que des chercheurs sur le cancer de la peau souhaitent tester trois écrans solaires différents. Ils appliquent deux écrans solaires différents sur les mains d'une personne test. Après un rayonnement ultra-violet, ils enregistrent l'irritation de la peau en termes de coups de soleil. Le nombre de traitements est de 3 (les écrans solaires) et la taille des blocs est de 2 (mains par personne). 
A plan en bloc correspondant peut être généré par des outils logiciels, et est indiquée dans le tableau suivant: 
| Plots | Bloc | Traitement |
| ----- | ---- | ---------- |
| 101   | 1    | 3          |
| 102   | 1    | 2          |
| 201   | 2    | 1          |
| 202   | 2    | 3          |
| 301   | 3    | 2          |
| 302   | 3    | 1          |
Le chercheur choisit les paramètres v = 3, k = 2 et λ = 1 pour le plan en blocs qui sont ensuite insérés le logiciel. Les paramètres restants b et r sont déterminés automatiquement. 
En utilisant les relations de base, on voit qu'il faut b = 3 blocs, c'est-à-dire 3 personnes testées afin d'obtenir un plan en bloc incomplet équilibré. On note les blocs par A, B et C, et on obtient le plan en blocs 
A = {2, 3}, B = {1, 3} et C = {1, 2}.
Une matrice d'incidence correspondante est spécifiée dans le tableau suivant: 
| Traitement | Bloc A | Bloc B | Bloc C |
| ---------- | ------ | ------ | ------ |
| 1          | 0      | 1      | 1      |
| 2          | 1      | 0      | 1      |
| 3          | 1      | 1      | 0      |
Chaque traitement apparaît dans 2 blocs, donc r = 2. 
Un seul bloc (le bloc C ) contient les traitements 1 et 2 simultanément et il en va de même pour les paires de traitements (1,3) et (2,3). Par conséquent, λ = 1. 
Il est impossible d'utiliser un plan en blocs complet (où tous les traitements figurent dans chaque bloc) dans cet exemple car il y a 3 écrans solaires à tester, mais seulement 2 mains sur chaque personne. 

## Articles liés
- Géométrie d'incidence (en anglais)
- Structure d'incidence
- Géométrie finie
- Système de Steiner
- Design combinatoire
- Journal of Combinatorial Designs